# 이제연
이제연(1989년 3월15일 ~ )은 대한민국의 배우이자 모델이다.

## 출연작

### 드라마
- 《하이드》 (2024년, JTBC) - 이방철 역
- 《행복배틀》 (2023년, ENA) - 정수빈 역
- 《안나》 (2022년, 쿠팡플레이)
- 《달리와 감자탕》 (2021년, KBS2) - 진기철 역
- 《바람피면 죽는다》 (2020년, KBS2) - 서재하 역
- 《단, 하나의 사랑》 (2019년, KBS2) - 기준수 역
- 《열혈사제》 (2019년, SBS) - 김훈석 역
- 《독고 리와인드》 (2018년, 웹드라마) - 김성규 역
- 《다시 만난 세계》 (2017년, SBS) - 양경철 역
- 《엽기적인 그녀》 (2017년, SBS) - 영철 역
- 《오늘부터 하모니》 (2015년, 웹드라마) - 우정우 역

### 영화
- 《공조 2: 인터내셔날》 (2022년) - 종구 역
- 《침입자》 (2020년) - 범석 역
- 《우리가 나눈 이야기》 (2020년) - 지은성 역
- 《이 자리에 봄바람이 불어오면》 (2019년) - 지은성 역
- 《인랑》 (2018년) - 공안부 정예요원 (하수암거) 역
- 《나를 기억해》 (2018년) - 김진호 역
- 《염력》 (2018년) - 매달리는 특공대원 역
- 《공백의 얼굴들》 (2015년)